# Fotsiforia mysorensis
Fotsiforia mysorensis är en stekelart som beskrevs av Jonathan 1980. Fotsiforia mysorensis ingår i släktet Fotsiforia och familjen brokparasitsteklar. Inga underarter finns listade i Catalogue of Life.